# ميخائيل أ. بلوم
ميخائيل أ. بلوم (بالإنجليزية: Michael August Blume)‏ هو دبلوماسي أمريكي، ولد في 30 مايو 1946 في ساوث بند في الولايات المتحدة.